# William McDougall (psycholog)
William McDougall (ur. 1871 w Chadderton, zm. 1938) – brytyjski psycholog. 
Studiował w St John’s College na Uniwersytecie Cambridge, a w latach 1898-1903 był członkiem tego kolegium . W latach 1904–1920 wykładał filozofię na Uniwersytecie w Oksfordzie. Od 1920 działał w Stanach Zjednoczonych. Do historii psychologii przeszedł jako twórca teorii zwanej hormizmem.

## Główne publikacje
- Introduction of Social Psychology, 1908
- Outlines of Abnormal Psychology, 1929
- The Battel of Behaviorism (razem z Watsonem), 1927 (dzieło polemiczne, w którym McDougall występował jako krytyk behawioryzmu, zaś Watson jako jego obrońca)
- Energies of Man, 1934